# Ethelfleda

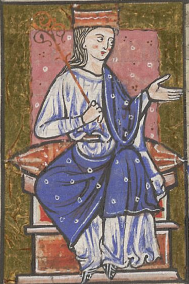

Ethelfleda eller Ethelfled (fornengelska: Æðelflæd), född 872 eller 879, död 918, var regerande drottning av Mercia (i nuvarande Storbritannien), med titeln "Lady of the Mercians", mellan 911 och 918.

## Biografi
Ethelfleda var äldsta dotter till kung Alfred den store av Wessex och dennes hustru Ealswith. Hon hade fyra eller fem yngre syskon, inklusive Edvard den äldre och grevinnan Elfrida av Flandern. 
Som femtonåring gifte sig Ethelfleda med Ethelred, sedermera earl av Mercia. På väg till bröllopet överfölls hennes sällskap av daner som genom att döda Ethelfleda ville sabotera alliansen mellan Wessex och Mercia. Efter att halva eskorten slagits ut i den första attacken förskansade sig Ethelfleda i ett gammalt dike och lyckades besegra danerna. Ethelfleda och Ethelred fick en dotter tillsammans, Ælfwynn.
I en våg av attacker mellan 865 och 878 härjade danska vikingar i de engelska kungadömena Northumbria, östra Mercia och Östangeln och hotade att helt förinta Wessex. Alfred den store och hans ättlingar återtog kontrollen över länderna från danerna, inte minst genom det viktiga slaget vid Brunanburh 937. Giftermålet mellan Ethelfleda och Ethelred kom till stånd för att uppmärksamma Mercias hjälp i kampen. Utan att betrakta landet som erövrat av Wessex knöts de två ändå tätt ihop, och Ethelred fick av sin svärfar titeln ealdorman eller earl av Mercia med viss fortsatt självständighet. Denna generösa hållning, vilken kan ha sin grund i att västra Mercia aldrig fallit under danskt styre utan fortfarande var starkt, fortgick när kungadömena så småningom enades. De togs då inte upp i Wessex eller Storwessex, utan blev England. Termen anglosaxare återspeglar sålunda kung Alfreds diplomatiska integration av Mercians angler och saxarna.

### Regering
Medan hennes make var vid livet signerade Ethelfleda överenskommelser, vilket lett somliga att tro att hon var den egentliga ledaren. Efter makens död efter slaget vid Tettenhall 911 fick hon officiellt makten i Mercia. Detta var inte en nominell utmärkelse; hon var en utmärkt militär ledare och taktiker. Ethelfleda härskade enligt Anglosaxiska krönikan i ungefär åtta år från den nyligen befästa staden Stafford. Det är troligt att grevskapet Staffordshire kom till under hennes styre. Hon befäste befintliga gränser och återtog Derby.
Ethelfleda dog 918 och begravdes i S:t Peters kyrka, numera S:t Oswalds priory i Gloucester, en stad hon återbyggt från romerska ruiner. Stadens övergripande gatuplan intakt än i dag planerades av henne.
Makten över Mercia gick i arv till dottern Aelfwynn. Krönikörer har noterat Aelfwynns arvsrätt så exakt att det inte lämnar något tvivel angående hennes anspråk. Detta faktum är av avsevärd betydelse för att påvisa att suveräna maktställningar bland anglosaxare, i motsats till hos andra germanska folkslag, kunde ärvas av en kvinna.

## Eftermäle
Nedslagskratern Aethelflaed på planeten Venus är uppkallad efter henne.
Ethelfleda figurerar i några historiska romaner:
- Bernard Cornwells vikingaserie (utgiven på Bazar Förlag)
- Swords across the Thames av Haley Elizabeth Garwood, ISBN 0965972186
- Lady of the Mercians av Penny Ingham, ISBN 1904623190
- The Edge on the Sword av Rebecca Tingle (om tonårstiden), ISBN 0399235809
- Far Traveller av Rebecca Tingle (om dottern Aelfwynn), ISBN 0399238905
- Shadowers crossing av Chris Kirwan, ISBN 9780955870903